# Giuseppe Cammarano

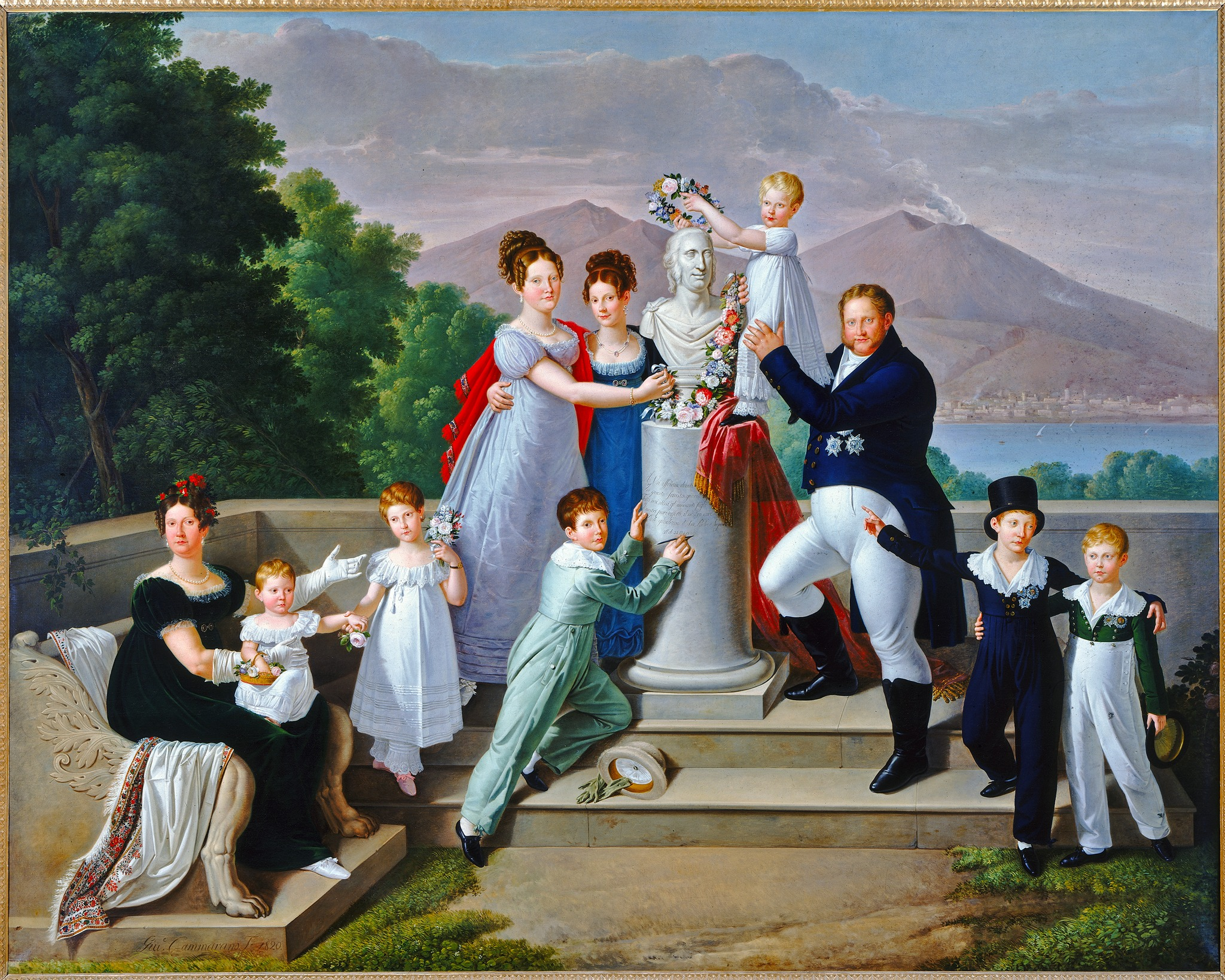
Cammarano, Ritratto della famiglia di Francesco I, 1820

Giuseppe Cammarano (Sciacca, 3 gennaio 1766 – Napoli, 8 ottobre 1850) è stato un pittore italiano.

## Biografia
Inizia fin da giovane a lavorare alla corte dei Borbone, ma nella sua carriera vanta numerose collaborazioni, anche in Francia. Il primo lavoro per cui diviene noto risale al 1791 e sono alcuni affreschi della stanza da letto della Reggia di Carditello, ispirati ai lavori di Fedele Fischetti e di Domenico Chelli. Il re Ferdinando IV di Borbone lo premia con un viaggio studio a Roma, dove fonde il suo stile tardo-barocco con il nascente neoclassicismo. Al suo ritorno viene incaricato dallo stesso re di restaurare gli affreschi della reggia, danneggiati dalle truppe francesi che erano accorse per sedare la rivoluzione napoletana.
Successivamente diventa professore alla Real Accademia di Belle Arti e gli vengono affidati lavori nella decorazione della Reggia di Caserta: il suo affresco più importante in questo complesso è Minerva premia le arti e le scienze sul soffitto della Sala del Consiglio, realizzato nel 1814. Nel 1818, sempre nella Reggia, dipinge Ettore rimprovera Paride e nel 1824 realizza l'affresco antistante alla "Camera da Letto di Francesco II", Vittoria di Teseo sul Minotauro.
Cammarano continua fino a fine carriera il suo servizio presso la corte borbonica; sempre nella Reggia di Caserta è conservata una collezione di suoi ritratti di membri della famiglia reale. La sua mano artistica si può apprezzare anche in un altro incarico affidatogli dai reali: durante la sua lunga attività ha operato presso il Belvedere di San Leucio come autore prima e come restauratore poi.
Ha partecipato anche alla decorazione dei soffitti di Palazzo Reale a Napoli.
Fra i suoi ultimi lavori ci sono quelli per la nuova cattedrale di Caserta, in cui il suo apporto più importante consiste nell'Ultima Cena sull'abside. Alla Galleria dell'Accademia (Napoli) si conserva un suo disegno a seppia, dal titolo Anacoreta, 61,4x48,8, firmato e datato 1798.

## Opere
- Ritratto della famiglia di Francesco I, Museo nazionale di Capodimonte, Napoli.